# Homoneura furvitibia
Homoneura furvitibia är en tvåvingeart som beskrevs av Kim 1994. Homoneura furvitibia ingår i släktet Homoneura och familjen lövflugor. Inga underarter finns listade i Catalogue of Life.